# The NeverEnding Story (canção)
 "The NeverEnding Story" é a música-título da versão em inglês do filme de 1984 The NeverEnding Story. Foi realizado por Limahl. Limahl lançou duas versões da música, uma em inglês e uma em francês. A versão em inglês contou com os vocais de Beth Anderson, e a versão francesa intitulada "L'Histoire Sans Fi " contou com os vocais de Ann Calvert. Foi um sucesso em muitos países, alcançando o número 1 na Noruega e na Suécia, número 1 na Áustria, Alemanha e Itália, número 4 no Reino Unido, número 2 na Austrália e número 1 no quadro Billboard Adult Contemporary dos EUA..

## Versão original
A música foi composta por Giorgio Moroder com letras de Keith Forsey, embora (e outros elementos pop eletrônicos da trilha sonora) não estejam presentes na versão alemã do filme, que apresenta a partitura de Klaus Doldinger exclusivamente.
Beth Anderson gravou suas letras na América separadamente da de Limahl. Anderson não aparece no videoclipe; A cantora de backup de Limahl, Mandy Newton, sincroniza as letras de Anderson.
Como referência para o filme e seu título, a música não tem começo nem fim. Enquanto muitas músicas contém um fade , "The NeverEnding Story" não só se desvanece, mas também desaparece, tornando-a "interminável".

### Créditos
- Limahl - vocais
- Beth Anderson - vocais de fundo
- Dee Harris - guitarra
- Giorgio Moroder - sintetizador
- Keith Forsey - bateria, percussão

## Legado
No episódio final da terceira temporada de Stranger Things, narrativamente em 1985, "The NeverEnding Story" é cantado por Dustin (Gaten Matarazzo) e sua namorada de longa distância Suzie (Gabriella Pizzolo) como uma maneira de se reconectar depois de não ver uns aos outros por algum tempo. Após o lançamento da temporada em 4 de julho de 2019, o interesse em "The NeverEnding Story" subiu; A audiência do vídeo original aumentou em 800% em poucos dias, de acordo com o YouTube, enquanto o Spotify registrou um aumento de 825% nas solicitações de streaming da música. Limahl expressou gratidão pela Netflix por isso; enquanto ele não assistiu a série, ele foi informado da inclusão da canção por seus sobrinhos e assistiu clipes do dueto. Limahl já havia encontrado um aumento similar em seu trabalho anterior quando a Netflix usou a música de sua banda Kajagoogoo " Too Shy " em Black Mirror: Bandersnatch .

## Mixes oficiais
- "The NeverEnding Story" (7 "Mix) - 3:28
- "The NeverEnding Story" (12 "Mix) - 5:17
- "The NeverEnding Story" (Club Mix) - .. 6:09
- "The NeverEnding Story" (versão instrumental) 5:28

## Certificações
| País        | Certificação | Data                   | Vendas certificadas |
| ----------- | ------------ | ---------------------- | ------------------- |
| Reino Unido | Prata        | 1º de dezembro de 1984 | 200.000             |

## Gráficos
| Parada (1984–1985)                              | Posição de pico |
| ----------------------------------------------- | --------------- |
| Australia (Kent Music Report)                   | 6               |
| Austrian Singles Chart                          | 2               |
| Canada Adult Contemporary (RPM)                 | 3               |
| French SNEP Singles Chart                       | 71              |
| German Singles Chart                            | 2               |
| Irish Singles Chart                             | 4               |
| Italian FIMI Singles Chart                      | 2               |
| Japanese Oricon Weekly Singles Chart            | 5               |
| Japanese Oricon International Singles Chart     | 1               |
| New Zealand Singles Chart                       | 28              |
| Norwegian Singles Chart                         | 1               |
| Spain (AFYVE)                                   | 1               |
| Swedish Singles Chart                           | 1               |
| Swiss Singles Chart                             | 3               |
| UK Singles Chart                                | 4               |
| US Billboard Hot 100                            | 17              |
| US Billboard Hot Adult Contemporary Tracks      | 6               |
| US Billboard Hot Dance Club Play                | 10              |
| US Billboard Hot Dance Music/Maxi-Singles Sales | 23              |

| Parada de fim de ano (1984)   | Posição |
| ----------------------------- | ------- |
| Australia (Kent Music Report) | 49      |
| Austrian Singles Chart        | 11      |